# Magda Umer
Magda Umer (/ˈʊmɛər/; tên khai sinh là Małgorzata Magda Umer, sinh ngày 9 tháng 10 năm 1949) là một ca sĩ, nhà báo, tác giả, đạo diễn điện ảnh, nhà biên kịch và diễn viên người Ba Lan.
Magda Umer tốt nghiệp Trường trung học Klement Gottwald (nay là Trường trung học Stanisław Staszic) ở Warsaw. Sau đó, bà theo học Khoa Ngữ văn Ba Lan tại Đại học Warsaw.
Magda Umer có hai con trai là Mateusz và Franciszek.

## Giải thưởng
- Người chiến thắng tại Liên hoan bài hát Opole.
- Thập tự Hiệp sĩ Huân chương Khôi phục Ba Lan

## Danh sách bài hát và album

### Album phòng thu
| Magda Umer                                                                    | - Phát hành: 1972 - Hãng thu âm: Pronit - Định dạng: LP                                                    | —  |
| Magda Umer                                                                    | - Phát hành: 1985 - Hãng thu âm: Polton - Định dạng: LP, CD                                                | —  |
| Noce i sny                                                                    | - Phát hành: 26 tháng 11 năm 2010 - Hãng thu âm: Agencja Artystyczna MTJ - Định dạng: CD, digital download | 24 |
| Wciąż się na coś czeka                                                        | - Phát hành: 30 tháng 11 năm 2012 - Hãng thu âm: Agencja Artystyczna MTJ - Định dạng: CD, digital download | 50 |
| Duety. Tak młodo jak teraz                                                    | - Phát hành: 30 tháng 10 năm 2015 - Hãng thu âm: Agencja Artystyczna MTJ - Định dạng: CD, digital download | 1  |
| "—": Bài hát không có bảng xếp hạng hoặc không được phát hành trong lãnh thổ. | |    |

### Album hợp tác
| Kołysanki utulanki cùng Grzegorz Turnau                                       | - Phát hành: 12 tháng 6 năm 2003 - Hãng thu âm: Pomaton EMI - Định dạng: CD, digital download | 32 |
| "—": Bài hát không có bảng xếp hạng hoặc không được phát hành trong lãnh thổ. |                                                                                               |    |

### Album biên soạn
| Gdzie ty jesteś                                                               | - Phát hành: 1995 - Hãng thu âm: Pomaton EMI - Định dạng: CD                     | —  |                |             |
| Wszystko skończone                                                            | - Phát hành: 9 tháng 1 năm 1995 - Hãng thu âm: Pomaton EMI - Định dạng: CD       | —  |                |             |
| Koncert jesienny                                                              | - Phát hành: 6 tháng 2 năm 1995 - Hãng thu âm: Pomaton EMI - Định dạng: CD       | —  |                |             |
| O niebieskim, pachnącym groszku – Złota kolekcja                              | - Phát hành: 27 tháng 11 năm 1999 - Hãng thu âm: Pomaton EMI - Định dạng: CD     | —  |                |             |
| Kolekcja 20-lecia Pomatonu                                                    | - Phát hành: 15 tháng 1 năm 2010 - Hãng thu âm: EMI Music Poland - Định dạng: CD | 21 | - POL: 15,000+ | - POL: Vàng |
| "—": Bài hát không có bảng xếp hạng hoặc không được phát hành trong lãnh thổ. |                                                                                  |    |                |             |

### Album Video
| Tựa đề                                                     | Chi tiết về video                                                         | Doanh thu     | Chứng nhận  |
| ---------------------------------------------------------- | ------------------------------------------------------------------------- | ------------- | ----------- |
| Chlip-Hop cùng Andrzej Poniedzielski và Wojciech Borkowski | - Phát hành: 4 tháng 12 năm 2008 - Hãng thu âm: Agora SA - Định dạng: DVD | - POL: 5,000+ | - POL: Vàng |